# Ingrid Krämer
Pour les articles homonymes, voir Kramer.
Ingrid Krämer puis Ingrid Krämer-Gulbin (née le 29 juillet 1943 à Dresde en Allemagne) est une plongeuse est-allemande, championne olympique, trois fois en or et une fois en argent.

## Carrière
Née à Dresde en 1943, elle commence le plongeon à l'entrainement à l'âge de douze ans et devient dès l'âge de quinze ans membre de l'équipe nationale de la République démocratique allemande. En 1960, à l'âge de 17 ans, elle est sélectionnée pour représenter l'équipe unifiée d'Allemagne. Elle  participe aux Jeux olympiques de 1960, à Rome, et obtient la médaille d'or sur le tremplin à 3 m et sur la plateforme à 10 m. Cette double médaille d'or ne sera renouvelée que 36 ans plus tard par Fu Mingxia aux Jeux olympiques d'Atlanta.
En 1964, elle continue à être la meilleure sur le tremplin à 3 m et aux Jeux olympiques de Tokyo en 1964, elle représente encore l'équipe unifiée d'Allemagne, et obtient deux médailles : une d'or au tremplin à 3 m, et une médaille d'argent à la plateforme à 10 m. Elle se nomme alors Ingrid Engel-Krämer. Elle se remarie et devient Ingrid Krämer-Gulbin, et a une fille en 1966, mais reprend l'entrainement. Elle ne plonge plus qu'au tremplin à 3 m et est cinquième aux Jeux olympiques en 1968 à Mexico sous les couleurs de la RDA. Elle se retire alors de la compétition, mais devient entraineuse à Halle en Allemagne de l'Est.
Elle entrainera notamment Martina Jäschke, médaillée d'or aux Jeux olympiques de 1980 à Moscou.

## Palmarès

### Jeux olympiques
- Jeux olympiques de 1960 à Rome (Italie) :
  -  Médaille d'or sur le tremplin à 3 m.
  -  Médaille d'or sur la plateforme à 10 m.

- Jeux olympiques de 1964 à Tokyo (Japon) :
  -  Médaille d'or sur le tremplin à 3 m.
  -  Médaille d'argent sur la plateforme à 10 m.

- Jeux olympiques de 1968 à Mexico (Mexique) :
  - 5e sur le tremplin à 3 m.

## Hommages - Distinctions
- Personnalité sportive allemande de l'année pour l'Allemagne de l'Est pour les années 1960, 1962, 1963 et 1964.

### Sources
- Ressources relatives au sport :   - CIO
  - International Swimming Hall of Fame
  - LesSports
  - Munzinger
  - Olympedia
  - World Aquatics
- Fiche des JO de 2008